# 大肚中堡
大肚中堡，是台灣中北部自清治時期至日治初期的一個行政區劃，其範圍包括今臺中市的沙鹿區南部、龍井區北部及梧棲區。
大肚中堡西邊瀕臨台灣海峽，北邊為大肚上堡，東邊為捒東下堡，南邊為大肚下堡。

## 管轄街庄
大肚中堡共轄13個街庄：
- 今梧棲區境內：梧棲港街、鴨母藔庄、大庄、南簡庄
- 今沙鹿區境內：沙轆庄、南勢坑庄、北勢坑庄、竹林庄
- 今龍井區境內：龍目井庄、山腳庄、三塊厝庄、新庄仔庄
- 今大肚區境內：井仔頭庄